# Żukiewicze (rejon grodzieński)
Żukiewicze (biał. Жукевічы, ros. Жукевичи) – wieś na Białorusi, w obwodzie grodzieńskim, w rejonie grodzieńskim, w sielsowiecie Kopciówka.
Dawniej wieś, majątek ziemski oraz dwa chutory, z których w XIX w. jeden należał do wsi, a drugi był własnością Nekrasowych. W XVIII w. Antoni Tyzenhauz wzniósł w Żukiewiczach zamek, będący letnią rezydencją Stanisława Augusta Poniatowskiego. W XIX w. zamek popadł w ruinę i został rozebrany.
W dwudziestoleciu międzywojennym wieś leżała w Polsce, w województwie białostockim, w powiecie grodzieńskim, w gminie Hornica.
Według Powszechnego Spisu Ludności z 1921 roku wieś zamieszkiwało 221 osób, 214 było wyznania rzymskokatolickiego, 2 prawosławnego a 5 ewangelickiego. Jednocześnie wszyscy mieszkańcy zadeklarowali polską przynależność narodową. Było tu 41 budynków mieszkalnych.